# Okręg Damaszek
Okręg Damaszek (fr. État de Damas) (ar. دولة دمشق) – jeden z sześciu okręgów powstałych po podziale francuskiego mandatu Syrii. Podziału dokonał francuski generał Henri Gouraud, po uzyskaniu zgody na zarządzanie Syrią od innych państw Ententy na konferencji w San Remo w 1920 i pokonaniu monarchii Fajsala I. 
Inne okręgi które powstały na terenie Syrii to Okręg Aleppo (powstał w 1920 roku), Państwo Alawitów (1920), Dżabal ad-Duruz (1921), Sandżak Aleksandretty (1921) i Wielki Liban (1920). Wszystkie okręgi, poza Wielkim Libanem i Sandżakiem Aleksandretty, weszły później w skład Republiki Syryjskiej. Wielki Liban w 1941 roku ogłosił się niepodległym i oddzielnym państwem, co zostało uznane w 1943 roku. Sandżak Aleksandretty w 1939 roku, na mocy referendum, przyłączony został do Turcji.

## Historia
Okręg Damaszku został utworzony przez generała Henriego Gourauda we wrześniu 1920 roku. Damaszek był stolicą okręgu. Pierwszym prezydentem został Haqqi Al-Azm. Okręg obejmował Damaszek i terytoria wokół niego, włączając takie miasta jak Homs i Hama oraz dolinę rzeki Orontes.
Od okręgu oddzielono cztery zachodnie Qady (Qady to jednostki administracyjne wchodzące w skład wilajetu w Imperium Osmańskim) które należały do osmańskiego wilajetu Damaszku. Tereny te przypadły Wielkiemu Libanowi. Rząd okręgu nie uznał inkorporacji tych ziem do Libanu i domagał się ich zwrotu, zwłaszcza że zamieszkujący je muzułmanie nie chcieli być częścią chrześcijańskiego państwa. Po powstaniu Republiki Syryjskiej konflikt nie wygasł, ale Liban nie zgodził się na oddanie spornych terenów. 
W 1923 generał Gouraud utworzył Federację Syryjską, składającą się z Okręgu Damaszek, Okręgu Aleppo i Państwa Alawitów. Federacja przestała istnieć już rok później, gdyż w 1924 opuścili ją Alawici. 1 grudnia 1924 roku, Aleppo i Damaszek weszły w skład Okręgu Syria. W 1925 zlikwidowano odrębność tych dwóch okręgów.